# Ayami Oishi
Ayami Oishi, född 9 april 1991, är en japansk roddare.
Oishi tävlade för Japan vid olympiska sommarspelen 2016 i Rio de Janeiro, där hon tillsammans med Chiaki Tomita slutade på 12:e plats i lättvikts-dubbelsculler. Vid olympiska sommarspelen 2020 i Tokyo slutade Oishi och Tomita på 10:e plats i lättvikts-dubbelsculler.